# Brian Salas
Brian Alonso Salas Sánchez (San José, 27 de diciembre de 1991) es un ciclista costarricense. 
Fue el ganador de la Vuelta a Costa Rica en 2018 y de la Vuelta a Chiriquí de Panamá en 2021.

## Trayectoria

### Equipos
- Ciclo Olman Ramírez – SRAM 2013, Costa Rica.
- Coopenae – Movistar – Economy 2014, Costa Rica
- Coopenae – Extralum – Economy 2016, Costa Rica.
- Scott – TeleUno – BCT 2016, Costa Rica.
- Nestlé – Giant 2017-2018, Costa Rica.
- 7C – CBZ Asfaltos – Economy, ZE Cycling Team 2021, Costa Rica.

## Palmarés
2017
- 1.º en Campeonato, Nacional, Ruta Contrarreloj, Individual, Elite Costa Rica.

2018
- 1.º en Campeonato, Nacional, Ruta Contrarreloj, Individual, Elite Costa Rica.

- 1.º en Clasificación General Final Vuelta a Costa Rica.

2019
- 1.º en Campeonato, Nacional, Ruta Contrarreloj, Individual, Elite Costa Rica.

2021
- 1.º en Clasificación General Final Vuelta a Chiriquí, Panamá.